# Cónico
Cónico är en kulle i Antarktis. Den ligger i Sydshetlandsöarna. Argentina, Chile och Storbritannien gör anspråk på området.
Terrängen runt Cónico är huvudsakligen kuperad, men den allra närmaste omgivningen är varierad. Havet är nära Cónico norrut. Trakten är obefolkad. Det finns inga samhällen i närheten. 